# Clodoaldo
Clodoaldo Tavares de Santana, ismertebb nevén: Clodoaldo (Aracaju, 1949. szeptember 25. –) világbajnok brazil válogatott labdarúgó.
A brazil válogatott tagjaként részt vett az 1970-es világbajnokságon.

## Pályafutása

### Klubcsapatban
1966 és 1979 között 510 alkalommal lépett pályára a Santos csapatában és 13 gólt szerzett.

### A válogatottban
1969 és 1974 között 38 alkalommal szerepelt a brazil válogatottban és 1 gólt szerzett. Tagja volt az 1970-es világbajnok csapatnak.

## Sikerei, díjai
Santos
- Paulista bajnok (5): 1967, 1968, 1969, 1973, 1978
- Torneio Roberto Gomes Pedrosa (1): 1968
- Interkontinentális bajnokok szuperkupája (1): 1968

Brazília
- Világbajnok (1): 1970